# الأكاديمية الوطنية للعلوم (إيطاليا)
الأكاديمية الوطنية للعلوم (بالإيطالية: Accademia Nazionale delle Scienze)‏ والمعروف رسميًا بـ (بالإيطالية: Accademia nazionale delle scienze detta dei XL)‏ الأكاديمية الوطنية للعلوم المعروفة باسم أكاديمية الأربعين، هي الأكاديمية الوطنية العلمية الإيطالية.
تهتم الأكاديمية بنشر الأبحاث في الرياضيات والفيزياء والعلوم الطبيعية ، وتنظيم الاجتماعات، ونشر المجلات، وتشكيل لجان استشارية للجهات الحكومية، ومنح الجوائز العلمية.
تضم الأكاديمية 40 زميلًا وعددًا متغيرًا من «الزملاء الزائدين» الذين تبلغ أعمارهم 70 عامًا فما فوق والذين كانوا زملاء لمدة خمس سنوات على الأقل. كما تضم 25 عضوًا أجنبيًا.

## تاريخها
تأسست عام 1782 في فيرونا باسم الجمعية الإيطالية (بالإيطالية: Società Italiana)‏، وضمت 40 عالماً من مختلف أنحاء إيطاليا. طرح عالم الرياضيات أنطونيو ماريا لورغنا [الإنجليزية] فكرة إنشاءها عام 1766. بحلول عام 1781 دعم الفكرة كلا من أليساندرو فولتا ولازارو سبالانزاني وروجر بوسكوفيتش وآخرين. في العام التالي، أُنشأت الأكاديمية باسم Società Italiana بعضوية أربعين عالما يمثلون أهم علماء إيطاليا في تلك الفترة.